# Imanol Agirretxe
Imanol Agirretxe Irruti (n. Usúrbil, Guipúzcoa, 24 de febrero de 1987) es un exfutbolista profesional español que jugó en la Real Sociedad de la Primera División de España como delantero centro.

## Trayectoria

### Inicios
Comenzó su formación en el Antiguoko en 1996, un conocido club de fútbol base de San Sebastián. Al estar este club convenido con el Athletic Club, en 2001, fue fichado por los rojiblancos, pasando a jugar con estos en el equipo de categoría cadete.
Imanol Agirretxe ya acaparaba portadas de la prensa deportiva vasca antes de cumplir los 16 años de edad. Por aquel entonces era considerado uno de los delanteros centro más prometedores de las categorías inferiores del Athletic Club. El usurbildarra fue el detonante de un cierto revuelo en el País Vasco cuando trascendió, en 2003, la noticia de que no seguiría en el Athletic en categoría juvenil y que ficharía por la Real Sociedad.

### Real Sociedad
Tras pasar por la Real juvenil entró a formar parte de la Real Sociedad B (Sanse) de la Segunda división B española en la temporada 2004/05. Esa misma temporada consiguió debutar en el primer equipo de la Real Sociedad en la Primera división española. Debutó el 8 de mayo de 2005 en el partido Getafe 2 Real Sociedad 0. Marcó su primer gol el 15 de mayo de 2005, con solo 18 años de edad, en el partido Real Sociedad 1 - Málaga CF 3, disputado en el estadio donostiarra. A pesar de su temprano debut goleador en Primera, tardaría todavía varios años en dar el salto definitivo al primer equipo.

#### Temporada 2005/06
La temporada siguiente, aunque volvió a disponer de unos pocos minutos en Primera División, Agirretxe estuvo centrado en la campaña del filial. El Sanse, consiguió entrar en la promoción de ascenso a la Segunda división española, donde perdió frente a la UD Las Palmas, equipo que finalmente acabaría ascendiendo. En aquel equipo, Agirretxe compartía delantera con Iñigo Díaz de Cerio, logrando entre ambos 36 goles esa temporada.

#### Temporada 2006/07
La temporada 2006-07 Agirretxe siguió en el filial. Su compañero Díaz de Cerio, tres mayor que él y que había marcado el doble de goles la temporada anterior, fue el delantero ascendido al primer equipo. A pesar de ello Agirretxe contó también con algunos minutos en Primera. La dirección técnica de la Real decidió, en enero, ceder al delantero al CD Castellón de la Segunda División Española para que adquiriera experiencia en una categoría superior a la 2.ªB. Durante esta cesión solo jugó 8 partidos (1 de titular) y consiguió anotar un solo gol (en la jornada 40 contra la SD Ponferradina).

#### Temporada 2007/08
Durante la temporada 2007-08, con la Real Sociedad militando en Segunda División, Agirretxe no contó con la confianza de los entrenadores de la primera plantilla y siguió jugando en el filial.

#### Temporada 2008/09
La temporada 2008-2009 fue la temporada de su confirmación al disponer de más minutos tras lesionarse de gravedad Díaz de Cerio. Aunque siguió siendo jugador del filial oficialmente, jugó 28 partidos con el primer equipo marcando 9 goles. Durante esa temporada el principal delantero centro de la Real Sociedad fue Necati Ateş

#### Temporada 2009/10
En la temporada 2009-10 la Real Sociedad consiguió el ascenso a la Primera División española, disputándose Agirretxe el puesto de delantero titular con el uruguayo Carlos Bueno. Logró seis goles en 37 partidos.

#### Temporada 2010/11
Ya en la 2010-2011, volvió a marcar como txuriurdin en Liga, el 22 de octubre de 2010, en la novena jornada, al marcar el último gol  en el minuto 86, en el Real Sociedad 3- Deportivo de la Coruña 0, disputado en Anoeta. Agirretxe disputó pocos minutos ese año, anotando 3 goles en once partidos de liga.

#### Temporada 2011/12
En la temporada 2011-12 se estrenó como capitán del conjunto donostiarra en la segunda jornada de Liga, en el Real Sociedad 2 - FC Barcelona 2, donde anotó un gol. Lo hizo durante un breve período de tiempo, puesto que recibió el brazalete de capitán Xabi Prieto en el minuto 69 y se lo entregó a Mikel Aranburu en el minuto 78, cuando fue sustituido. Agirretxe marcó un total de 10 goles en la Liga y dos más en la Copa del Rey.

#### Temporada 2012/13
En la temporada 2012/13, Agirretxe comenzó marcando los 2 goles de la Real en la remontada 2-1 ante el RC Celta. Tras un largo periodo sin marcar gol acabó perdiendo la titularidad. En la victoria 3-2 ante el FC Barcelona, anotó el tanto de la victoria en el último minuto, acabando con la racha del Barcelona, que llevaba 19 partidos sin perder en la Liga. Anotó el segundo gol de su equipo en la victoria por 1-2 ante el Real Zaragoza en La Romareda. Marcó el segundo gol en la victoria por 1-3 en el derby vasco en San Mamés. En la goleada por 4-1 ante el Real Valladolid, anotó el tercer gol al darse la vuelta ante la oposición de los defensas, y mandar el balón a la escuadra. Ante el Rayo Vallecano, anotó un doblete que sirvió para el 0-2 de su equipo, tras dos goles a centros rasos que llegaron desde la banda izquierda con Xabi Prieto y Alberto de la Bella como pasadores. Ante el Valencia CF volvió a anotar un doblete, clave para clasificarse a la Liga de Campeones. Volvió a anotar ante el Sevilla FC el gol de la victoria de los realistas, tras un remate tras un centro de Asier Illarramendi.

#### Temporada 2013/14
En el comienzo de la temporada 2013-14 Agirretxe se lesionó en un entrenamiento poco antes del primer partido de Liga ante el Getafe, sufriendo una rotura de fibras en el bíceps que le mantendría alejado un mes de los terrenos de juego. Reapareció el 17 de septiembre en el primer partido de la fase de grupos de la Champions League ante el Shakthar Donetsk entrando y debutando en la máxima competición europea en la segunda parte en sustitución de Haris Seferović.
Marcó sus primeros goles de la temporada en diciembre, en la goleada por 5-1 al Real Betis Balompié. Con la llegada del nuevo año mejoraron sus registros ya que en el mes de enero marcóal Villarreal CF y dos tantos de cabeza al Getafe CF. Su siguiente gol llegó el mes de marzo, tras un cabezazo en la victoria por 1-0 ante el Valencia CF en la lucha por Europa. Una semana después anotó un gol de vaselina en la derrota por 4-3 ante la UD Almería. Su último gol de la temporada fue en la penúltima jornada en el primer derbi vasco ante el Athletic Club en San Mamés.

#### Temporada 2014/15
Empezó como suplente del nuevo fichaje Alfred Finnbogason en la UEFA Europa League, donde la Real caería en la última ronda previa ante el FC Krasnodar. Sin embargo, una lesión del delantero islandés le abrió las puertas de la titularidad, y en la jornada 3 de Liga anotó su primer gol ante el RC Celta de Vigo (2-2). Después, con el regreso del islandés, el vasco comenzó a disponer de menos minutos, pero sin embargo Agirretxe acabó recuperando la titularidad y el 9 de noviembre anotó su segundo gol de la campaña dándole la victoria a su equipo ante el Atlético de Madrid, entonces campeón de Liga (2-1). Tras esto, a finales del mes de noviembre, sufrió una rotura de fibras en un partido ante el Elche C. F. que le mantuvo inactivo hasta finalmente reaparecer en enero de 2015.
Anotó tres goles consecutivos, en las jornadas 22, 23 y 24 respectivamente, los dos primeros de cabeza ante el R.C. Celta y U.D. Almería, que sin embargo, no se tradujeron en victorias ya que ambos acabaron en empates. En el siguiente partido colaboró con otro gol en la victoria frente al Sevilla F. C. por 4-3. Tras periodo de casi un mes sin marcar, anotó un gol de cabeza casi de espaldas, tras un giro de cuello en la victoria por 3-1 ante el Córdoba C.F. Tras otro periodo sin marcar, en la última jornada anotó un gol en la victoria por 2-4 ante el Rayo Vallecano, sumando al final de la campaña 7 goles.

#### Temporada 2015/16
En verano de 2015 la Real Sociedad fichó a Jonathas. En los primeros partidos de liga fue el brasileño quien contó con la confianza del entrenador David Moyes, no pudiendo debutar Agirretxe hasta la tercera jornada. En la siguiente jornada Agirretxe sería el delantero titular ante el R. C. D. Espanyol, al que le marcó un gol, siendo la Real Sociedad derrotada 2-3. Tres días después fue titular ante el Granada C.F. y anotó su único hat-trick como profesional en la primera victoria de la Real por 0-3.
Después del partido contra el Granada, volvió a anotar ante el Málaga C.F., Levante, dos goles al Celta, Sevilla F. C., dos goles ante la S.D. Eibar y Getafe C.F., situándose con un total de 12 goles en 13 partidos disputados, lo que le hizo situó en el tercer puesto de máximos goleadores de la Liga, tras los barcelonistas Neymar Jr. y Luis Suárez en la jornada 15.
Esta sucesión de partido marcando goles se vio interrumpida por una grave lesión. En el último partido del año ante el Real Madrid, el 30 de diciembre de 2015, sufrió una lesión en el tobillo izquierdo tras una entrada del portero Keylor Navas. Esta lesión cortó su racha de juego e inició una complicada serie de lesiones que pondría fin a su carrera prematuramente, solo dos años y medio más tarde.
La lesión producida por la entrada de Navas aparentemente no revestía excesiva gravedad, pero le obligó a parar casi dos meses. Reapareció ante el Málaga C.F. en la jornada 26, sin estar totalmente recuperado, anotando el tanto del empate de su equipo, pero volvió a recaer de la lesión y tuvo que ser intervenido quirúrgicamente una vez más, perdiéndose el resto de la temporada. Aun así, acabó la temporada como el máximo goleador del equipo y uno de los máximos anotadores de la liga con 13 goles en 16 partidos.

#### Sucesión de lesiones y retirada
Al comenzar la pretemporada 2016-17, Agirretxe seguía con molestias derivadas de la operación de tobillo. Tuvo que dejar los entrenamientos hasta en dos ocasiones ya que las molestias y dolores persistían. Pasó consulta con el prestigioso doctor Van Dijk y tras un mes de observación sin signos de mejoría, en septiembre se le practicó una artroscopia que encontró un pequeño fragmento óseo que podía ser el causante de sus persistentes dolores. Durante su proceso de rehabilitación el club le renovó su contrato hasta 2020. Tras el pertinente periodo de recuperación la Real anunció, el 11 de noviembre, que el jugador regresaba a los terrenos de juego, pero a finales de ese mismo mes el tobillo del jugador volvió a resentirse. En ese momento se le diagnosticó una tendinitis.
Los dolores del jugador persistieron y se cambió la táctica de tratamiento, optándose por reposo, fisioterapia e infiltraciones en el tobillo. El jugador prosiguió con su recuperación y en el tramo final de la temporada 2016-17 obtuvo de nuevo el alta y pudo volver a entrenarse con relativa normalidad. Sin embargo, tras estar más de un año en sin jugar, una lesión muscular le impidió volver a entrar en una convocatoria en el tramo final de la temporada. Así, Agirretxe acabó sin disputar ni un solo partido esa campaña.
Durante la temporada 2017-18 Agirretxe logró volver a los terrenos de juego. Reapareció en el mes de agosto, después de más de un año sin jugar, en un amistoso de pretemporada ante el FC Groningen, en el que volvió a marcar gol El 19 de agosto salió desde el banquillo en la primera jornada de Liga ante el Celta de Vigo (2-3). Sin embargo en octubre sufrió una lesión muscular en el cuádriceps de su pierna izquierda, habiendo participado en tres encuentros oficiales. Reapareció el 21 de enero, volviendo a jugar en varios partidos oficiales. Tuvo que volver a parar el 22 de abril por problemas en el tendón de Aquiles.
Agirretxe volvió a formar parte de la plantilla de la Real Sociedad de cara a la temporada 2018-19 y fue inscrito como tal en la Liga, pero finalmente, al poco de iniciarse la temporada, el 29 de agosto de 2018, decidió poner punto final a su carrera como futbolista profesional, después de haber sufrido una nueva lesión muscular de gravedad, pocos días antes en el cuádriceps de su pierna derecha.

## Selección nacional
Ha sido internacional Sub-17 con España. También ha disputado varios partidos amistosos con la Selección de Euskadi, con la que ha logrado tres goles.

## Clubes
| Club               | País   | Año       |
| ------------------ | ------ | --------- |
| Real Sociedad B    | España | 2005-2008 |
| Castellón (Cedido) | España | 2007      |
| Real Sociedad      | España | 2005-2018 |

## Estadísticas
| Equipo                      | División      | Temporada     | Liga  | Liga | Copa | Copa | Champions League | Champions League | UEFA | UEFA | Supercopa | Supercopa | Total | Total | Total |
| Equipo                      | División      | Temporada     | PJ    | G    | PJ   | G    | PJ               | G                | PJ   | G    | PJ        | G         | PJ    | G     |       |
| --------------------------- | ------------- | ------------- | ----- | ---- | ---- | ---- | ---------------- | ---------------- | ---- | ---- | --------- | --------- | ----- | ----- | ----- |
| Real Sociedad B · España    | 2.ºB          | 2004/05       | 23    | 7    | -    | -    | -                | -                | -    | -    | -         | -         | 23    | 7     |       |
| Real Sociedad B · España    | 2.ºB          | 2005/06       | 34    | 12   | -    | -    | -                | -                | -    | -    | -         | -         | 34    | 12    |       |
| Real Sociedad B · España    | 2.ºB          | 2006/07       | 12    | 3    | -    | -    | -                | -                | -    | -    | -         | -         | 12    | 3     |       |
| Real Sociedad B · España    | Total         | Total         | 69    | 22   | -    | -    | -                | -                | -    | -    | -         | -         | 69    | 22    |       |
| Real Sociedad · España      | 1.º           | 2004/05       | 3     | 1    | 0    | 0    | -                | -                | -    | -    | -         | -         | 3     | 1     |       |
| Real Sociedad · España      | 1.º           | 2005/06       | 1     | 0    | 1    | 0    | -                | -                | -    | -    | -         | -         | 2     | 0     |       |
| Real Sociedad · España      | 1.º           | 2006/07       | 6     | 0    | 0    | 0    | -                | -                | -    | -    | -         | -         | 6     | 0     |       |
| Real Sociedad · España      | Total         | Total         | 10    | 1    | 1    | 0    | -                | -                | -    | -    | -         | -         | 11    | 1     |       |
| Castellón (Cedido) · España | 2.º           | 2006/07       | 8     | 1    | 0    | 0    | -                | -                | -    | -    | -         | -         | 8     | 1     |       |
| Castellón (Cedido) · España | Total         | Total         | 8     | 1    | 0    | 0    | -                | -                | -    | -    | -         | -         | 8     | 1     |       |
| Real Sociedad B · España    | 2.ºB          | 2007/08       | 30    | 9    | -    | -    | -                | -                | -    | -    | -         | -         | 30    | 9     |       |
| Real Sociedad B · España    | 2.ºB          | 2008/09       | 9     | 2    | -    | -    | -                | -                | -    | -    | -         | -         | 7     | 2     |       |
| Real Sociedad B · España    | Total         | Total         | 39    | 11   | -    | -    | -                | -                | -    | -    | -         | -         | 39    | 11    |       |
| Real Sociedad · España      | 2.º           | 2007/08       | 2     | 0    | 0    | 0    | -                | -                | -    | -    | -         | -         | 2     | 0     |       |
| Real Sociedad · España      | 2.º           | 2008/09       | 28    | 9    | 0    | 0    | -                | -                | -    | -    | -         | -         | 28    | 9     |       |
| Real Sociedad · España      | 2.            | 2009/10       | 36    | 6    | 1    | 0    | -                | -                | -    | -    | -         | -         | 37    | 6     |       |
| Real Sociedad · España      | 1.º           | 2010/11       | 11    | 3    | 2    | 1    | -                | -                | -    | -    | -         | -         | 13    | 4     |       |
| Real Sociedad · España      | 1.º           | 2011/12       | 36    | 10   | 3    | 2    | -                | -                | -    | -    | -         | -         | 39    | 12    |       |
| Real Sociedad · España      | 1.º           | 2012/13       | 34    | 14   | 2    | 1    | -                | -                | -    | -    | -         | -         | 36    | 15    |       |
| Real Sociedad · España      | 1.º           | 2013/14       | 31    | 8    | 3    | 0    | 6                | 0                | -    | -    | -         | -         | 40    | 8     |       |
| Real Sociedad · España      | 1.º           | 2014/15       | 31    | 7    | 2    | 0    | -                | -                | 4    | 0    | -         | -         | 37    | 7     |       |
| Real Sociedad · España      | 1.º           | 2015/16       | 16    | 13   | 0    | 0    | -                | -                | -    | -    | -         | -         | 16    | 13    |       |
| Real Sociedad · España      | 1.º           | 2016/17       | 0     | 0    | 0    | 0    | -                | -                | -    | -    | -         | -         | 0     | 0     |       |
| Real Sociedad · España      | 1.º           | 2017/18       | 11    | 0    | 0    | 0    | -                | -                | 2    | 0    |           |           | 13    | 0     |       |
| Real Sociedad · España      | 1.º           | 2018/19       | 0     | 0    | 0    | 0    | -                | -                | -    | -    |           |           | 0     | 0     |       |
| Real Sociedad · España      |               | Total         | Total | 236  | 70   | 13   | 4                | 6                | 0    | 6    | 0         | -         | -     | 261   | 74    |
| Total carrera               | Total carrera | Total carrera | 362   | 105  | 14   | 4    | 6                | 0                | 6    | 0    | -         | -         | 388   | 109   |       |